# 杭州地下鉄
杭州地下鉄（こうしゅうちかてつ、繁: 杭州地鐵、簡: 杭州地铁、英文表記: Hangzhou Metro）は、中国浙江省杭州市にある地下鉄路線網である。

## 概要
杭州地下鉄は、2012年11月24日に1号線が運営開始し、浙江省内1番目、揚子江デルタ地域において、上海、南京、蘇州に継ぎ、4番目で開通した地下鉄である。
2022年9月現在、杭州地下鉄集団（2号線、3号線、4号線、6号線、7号線、8号線、9号線、10号線、16号線、19号線）、杭港地下鉄有限会社（1号線）、杭港地下鉄五号線有限会社（5号線）で合計12路線、255駅総延長516kmが運行中である。また、浙江軌道集団が運営する杭海都市間鉄道および、紹興京越地下鉄有限会社が運営する紹興軌道交通1号線も杭州地下鉄のネットワークと接続されている。路線長としては2025年7月現在、中華圏全体で7位となる。

## 沿革
- 2007年3月28日 - 1号線が着工される。[1]
- 2008年9月28日 - 2号線が着工される。
- 2011年9月29日 - 4号線が着工される。
- 2012年11月24日 - 1号線が開通、火車東站駅は開業が一時延期されていた[2]。
- 2013年6月30日 - 火車東站駅が開業[3]
- 2014年11月24日 - 2号線東南段が開通、銭江世紀城駅は開業が一時延期された[4]。
- 2015年

2月2日 - 4号線第一期北段が開通、新塘駅は開業が一時延期された。
6月28日 - 4号線で新塘駅が開業。
11月24日 - 1号線下沙延伸段が開通。
- 2016年7月3日 - 2号線錢江世紀城駅が開業。[8]
- 2017年7月3日 - 2号線第1期西北段（古翠路駅 - 錢江路駅〈含まず〉）が開業[注 1]、下寧橋駅は開業が一時延期されました。[9]
- 2017年12月27日 - 2号線第一期の豊潭路駅・第2期・第3期（計古翠路駅〈含まず〉 - 良渚駅）が開通。[10]
- 2018年

1月9日 - 4号線南段が開通、聯荘駅は開業が一時延期されました。
6月6日 - 4号線聯荘駅が開業。
- 2019年6月24日 - 5号線良睦路駅 - 善賢駅 (17.8km)が開通。[13]
- 2020年

4月23日 - 5号線後期、16号線が開通、5号線の宝善橋駅と火車南站駅は開業が一時延期されました。
6月30日 - 2号線下寧橋駅・5号線火車南站駅が開業。
12月30日 - 1号線第3期・6号線第1期（双浦駅 - 銭江世紀城駅）・6號線富陽段（元杭富間都市鉄道）・7号線（奥体中心駅 - 江東二路駅）が開業。
- 2021年

4月30日 - 6号線新橋駅は陽陂湖駅に改名されます。
4月29日 - 6号線之浦路駅が開業。
6月28日 - 8号線第1期が開業。同日、杭州地下鉄ネットワークと接続する杭海都市間鉄道、紹興地下鉄1号線柯橋段（元杭紹間都市鉄道）が開業。
7月10日 - 1号線臨平支線（客運中心駅 - 臨平駅）は9号線として運行されるように調整されました。
9月17日 - 9号線第1期北段（臨平駅〈含まず〉 - 龍安駅）・7号線市民中心駅が開業。
11月6日 - 6号線第1期銭江世紀城〜豊北区間・第2期（豊北駅〈含まず〉 - 枸橘弄駅）開業、豊北駅および亜運村駅は開業が一時延期されました。
- 2022年

2月21日 - 3号線第1期第1階段（潮王路駅 - 星橋駅）・4号線第二期（彭埠駅〈含まず〉 - 池華街駅）・10号線第一期第1階段（翠柏路駅 - 逸盛路駅）が開業、4号線の独城生態公園駅は開業が一時延期されました。
4月1日 - 5号線宝善橋駅・7号線（呉山広場駅 - 市民中心駅〈含まず〉）・9号線第1期南段（観音塘駅 - 客運中心駅〈含まず〉）が開業、7号線の莫邪塘駅・9号線の五堡駅と六堡駅は開業が一時延期されました。
4月22日 - 7号線莫邪塘駅が開業。
6月10日 - 3号線第1期第2階段（文一西路駅 - 潮王路駅〈含まず〉）が開業、創明路駅と武林門駅は開業が一時延期されました。
6月24日 - 10号線学院路駅が開業。
7月20日 - 3号線武林門駅が開業。
9月22日 - 3号線一期目調整（北延伸段）（呉山前村駅 - 文一西路駅〈含まず〉）・10号線第1期後期（黄竜体育中心駅 - 学院路駅〈含まず〉）・19号線（元杭州空港軌道快線）が開業、湯家村駅〈3号線〉・文三路駅〈10号線・19号線〉・苕渓駅・荊長路駅・五聯駅・駅城路駅〈19号線〉は開業が一時延期されました。
12月14日 - 9号線五堡駅と六堡駅が開業。
- 2023年

2月21日 - 文三路駅〈10号線・19号線〉と豊北駅と亜運村駅〈6号線〉が開業。
11月30日 - 19号線五聯駅と駅城路駅が開業。
- 2024年2月1日 - 6号線之浦路駅は之江文化中心駅に改名されます。[29]
- 2025年1月1日 - 5号線南湖東駅が開業。[30]

## 運営中の路線
| 色                | 路線名 | 事業者     | 営業区間              | 駅数  | 営業キロ      | 最初の開業日                 | 編成両数 | 車両製造所   |
| ----------------- | ------ | ---------- | --------------------- | ----- | ------------- | ---------------------------- | -------- | ------------ |
|                   | 1号線  | 杭港地下鉄 | 湘湖 - 蕭山国際機場   | 33駅  | 53.07km       | 2012年11月24日               | 6両      | 中車南京浦鎮 |
|                   | 2号線  | 杭州地下鉄 | 朝陽 - 良渚           | 33駅  | 42.82km       | 2014年11月24日               | 6両      | 中車南京浦鎮 |
|                   | 3号線  | 杭州地下鉄 | 呉山前村 - 星橋       | 35駅  | 50.69km       | 2022年2月21日                | 6両      | 中車南京浦鎮 |
| 石馬 - 西渓湿地南 | 3号線  | 杭州地下鉄 | 5駅                   | 7.8km | 2022年6月10日 |                              | 6両      | 中車南京浦鎮 |
|                   | 4号線  | 杭州地下鉄 | 浦沿 - 池華街         | 33駅  | 46.75km       | 2015年2月2日                 | 6両      | 中車南京浦鎮 |
|                   | 5号線  | 杭港地下鉄 | 南湖東 - 姑娘橋       | 40駅  | 56.21km       | 2019年6月24日                | 6両      | 中車南京浦鎮 |
|                   | 6号線  | 杭州地下鉄 | 桂花西路 - 枸橘弄     | 33駅  |               | 2020年12月30日               | 6両      | 中車南京浦鎮 |
| 双浦 - 美院象山   | 6号線  | 杭州地下鉄 | 4駅                   |       |               | 2020年12月30日               | 6両      | 中車南京浦鎮 |
|                   | 7号線  | 杭州地下鉄 | 呉山広場 - 江東二路   | 24駅  | 47.48km       | 2020年12月30日               | 6両      | 中車南京浦鎮 |
|                   | 8号線  | 杭州地下鉄 | 文海南路 - 新湾路     | 9駅   | 17.7km        | 2021年6月28日                | 6両      | 中車南京浦鎮 |
|                   | 9号線  | 杭州地下鉄 | 観音塘 - 竜安         | 21駅  | 29.45km       | 2012年11月24日 2021年7月10日 | 6両      | 中車南京浦鎮 |
|                   | 10号線 | 杭州地下鉄 | 黄竜体育中心 - 逸盛路 | 12駅  | 14.67km       | 2022年2月21日                | 6両      | 中車南京浦鎮 |
|                   | 16号線 | 杭州地下鉄 | 九州街 - 緑汀路       | 12駅  | 35.12km       | 2020年4月23日                | 4両      | 中車南京浦鎮 |
|                   | 19号線 | 杭州地下鉄 | 苕渓 - 永盛路         | 18駅  | 59.14km       | 2022年9月22日                | 6両      | 中車南京浦鎮 |
| 合計              | 12線   | -          | -                     | 255駅 | 516km         | -                            | -        | -            |

## 事業中の路線
| 色         | 路線名 | 工事名                              | 区間                              | 駅数  | キロ程 | 進捗状況                                        | 可決文書                                        |
| ---------- | ------ | ----------------------------------- | --------------------------------- | ----- | ------ | ----------------------------------------------- | ----------------------------------------------- |
|            | 3号線  | 二期目                              | 星橋〈含まず〉 - 星光街（仮称）   | 5駅   | 7.5km  | 工事中                                          | 『杭州市城市軌道交通第四期建設規画(2022~2027)』 |
|            | 4号線  | 三期目                              | 浦沿〈含まず〉 - 聞堰（仮称）     | 4駅   | 5km    | 工事中                                          | 『杭州市城市軌道交通第四期建設規画(2022~2027)』 |
|            | 9号線  | 二期目                              | 竜安〈含まず〉 - 塘栖（仮称）     | 7駅   | 10.1km | 工事中                                          | 『杭州市城市軌道交通第四期建設規画(2022~2027)』 |
|            | 10号線 | 二期目                              | 逸盛路〈含まず〉 - 仁和南（仮称） | 3駅   | 5.8km  | 工事中                                          | 『杭州市城市軌道交通第四期建設規画(2022~2027)』 |
| 三期目     | 10号線 | 仁和南（仮称） - 仁和北（仮称）     | 2駅                               | 5km   | 工事中 | 『杭州市城市軌道交通第四期建設規画(2022~2027)』 |                                                 |
|            | 12号線 | 一期目北段                          | 美院象山〈含まず〉 - 火車西站     | 14駅  | 24.3km | 工事中                                          | 『杭州市城市軌道交通第四期建設規画(2022~2027)』 |
| 一期目南段 | 12号線 | 双浦車両段（仮称） - 双浦〈含まず〉 | 1駅                               | 1.7km | 工事中 | 『杭州市城市軌道交通第四期建設規画(2022~2027)』 |                                                 |
|            | 15号線 | 一期目                              | 亜太路（仮称） - 崇賢（仮称）     | 30駅  | 40.5km | 工事中                                          | 『杭州市城市軌道交通第四期建設規画(2022~2027)』 |
|            | 18号線 | 一期目                              | 義橋（仮称） - 世紀大道（仮称）   | 19駅  | 48km   | 工事中                                          | 『杭州市城市軌道交通第四期建設規画(2022~2027)』 |